# NGC 4380
NGC 4380 ist eine Spiralgalaxie mit aktivem Galaxienkern vom Hubble-Typ Sab im Sternbild Jungfrau auf der Ekliptik. Sie ist schätzungsweise 40 Millionen Lichtjahre von der Milchstraße entfernt und hat einen Durchmesser von etwa 40.000 Lichtjahren. Unter der Katalognummer VCC 792 ist sie als Mitglied des Virgo-Galaxienhaufens aufgeführt.

Im selben Himmelsareal befinden sich u. a. die Galaxien NGC 4390, IC 3328, IC 3357, IC 3275.
Das Objekt wurde am 10. März 1826 von dem  britischen Astronomen John Herschel entdeckt.